# Sankt Katharina Kirke
Sankt Katharina Kirke er en kirke i Store Heddinge Sogn i Stevns Kommune. Det centrale kirkerum er ottekantet med et unikt hvælvet træloft.

## Galleri
- Træhvælvingerne.
- Sankt Katharina Kirke.
- Sankt Katharina Kirke.
- Sankt Katharina Kirke, kirkegården.